# Castel Ruggero
Castel Ruggero (scritto anche nella forma Castelruggero) è una frazione di Torre Orsaia, in provincia di Salerno. È stato un comune italiano fino al 1929.

## Geografia fisica
Il borgo è stato realizzato su uno sperone roccioso ed è situato a circa 1 km dal capoluogo. Si trova nella parte meridionale del Cilento ed è attraversato dalla Strada statale 18 Tirrena Inferiore.
Il suo clima mite, tipicamente mediterraneo, ne fanno il luogo ideale per una vacanza lontana dalla bolgia delle marine. Tuttavia la sua posizione strategica a pochi chilometri da Sapri, Policastro, Capitello, Villammare, Scario e Palinuro permette comunque di non rinunciare al piacere del mare, salvo poi ritirarsi in un posto più fresco e tranquillo. Da non dimenticare la vicinanza con la Certosa di Padula e Maratea.

## Storia
La storia del paesino inizia intorno all'anno mille, all'epoca del condottiero normanno
Roberto il Guiscardo, quando le incursioni dei pirati, la malaria e la distruzione di Policastro, messa in atto dallo stesso Guiscardo nel 1065, spinsero le popolazioni costiere a spostarsi verso zone più interne del territorio. 
Venne così a costituirsi un primo centro abitato nella " Terra Turris Ursajae ".
Il luogo su cui attualmente sorge Castel Ruggero, considerato poi di grande importanza strategica dai Longobardi
ospitò intorno al 1150 un accampamento delle truppe di Ruggero il Normanno, da cui il nome Castra Roggerii.
Successivamente prese il nome di Torre Superiore, per distinguerlo da Torre Inferiore, l'attuale Torre Orsaia. 
Nel 1811 il paese divenne comune autonomo riprendendo il nome attuale. Con l'abolizione dei circondari il comune fu soppresso ed unito a Torre Orsaia.

## Monumenti e luoghi d'interesse
- Palazzo Pecorelli
- Chiesa parrocchiale di Santa Maria delle Nevi (XV secolo)
- Palazzo Mariosa, (XVII secolo)
- Palazzo Imbriaco (XVII secolo)
- Palazzo De Siervi (XVII secolo)
- Area Archeologica

## Galleria d'immagini

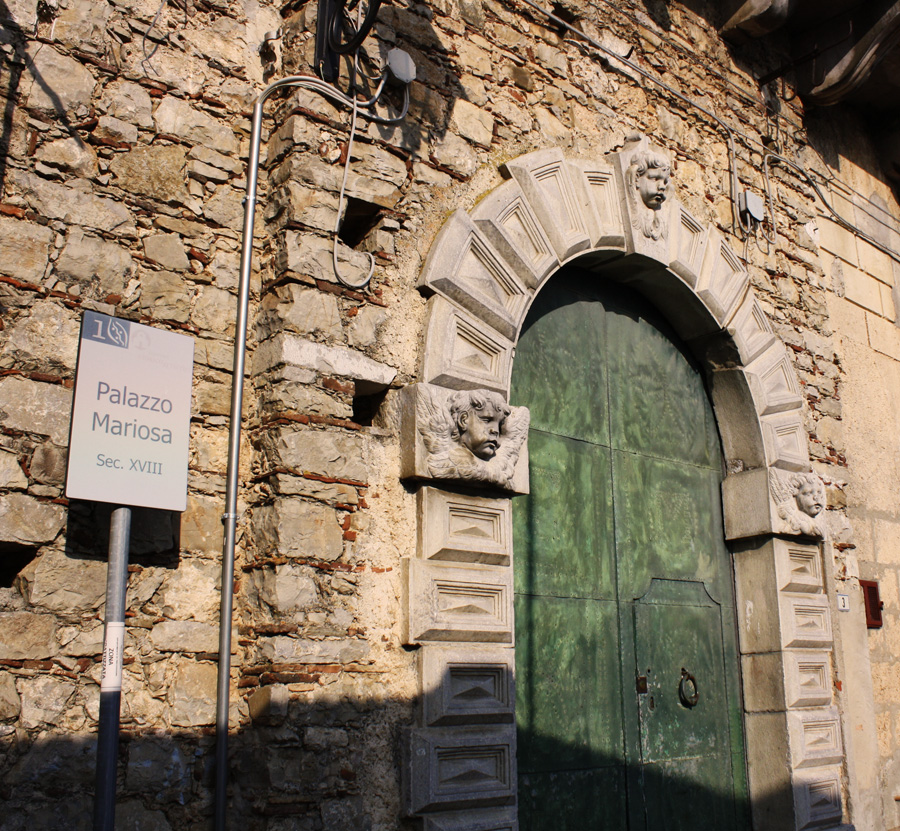
Palazzo Mariosa
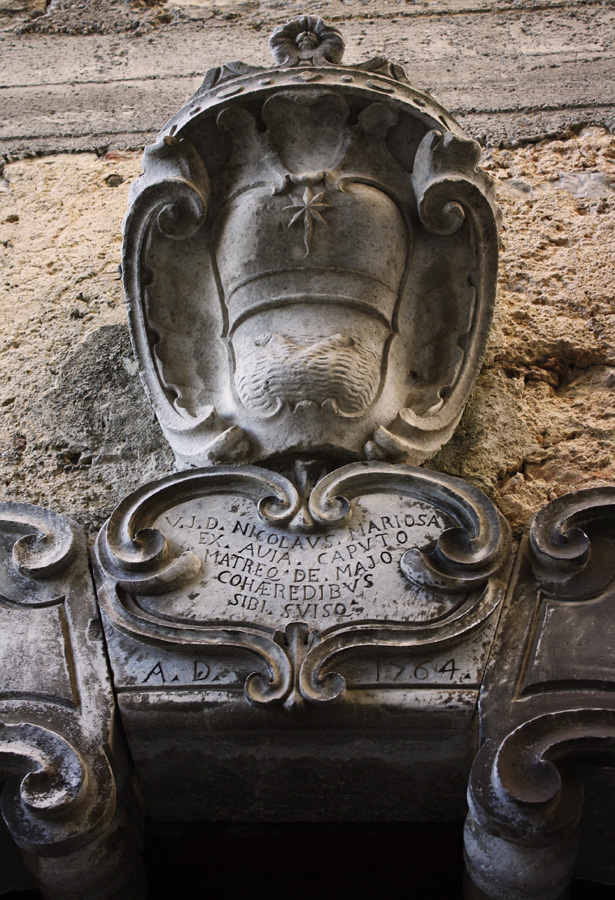
Palazzo Mariosa, stemma
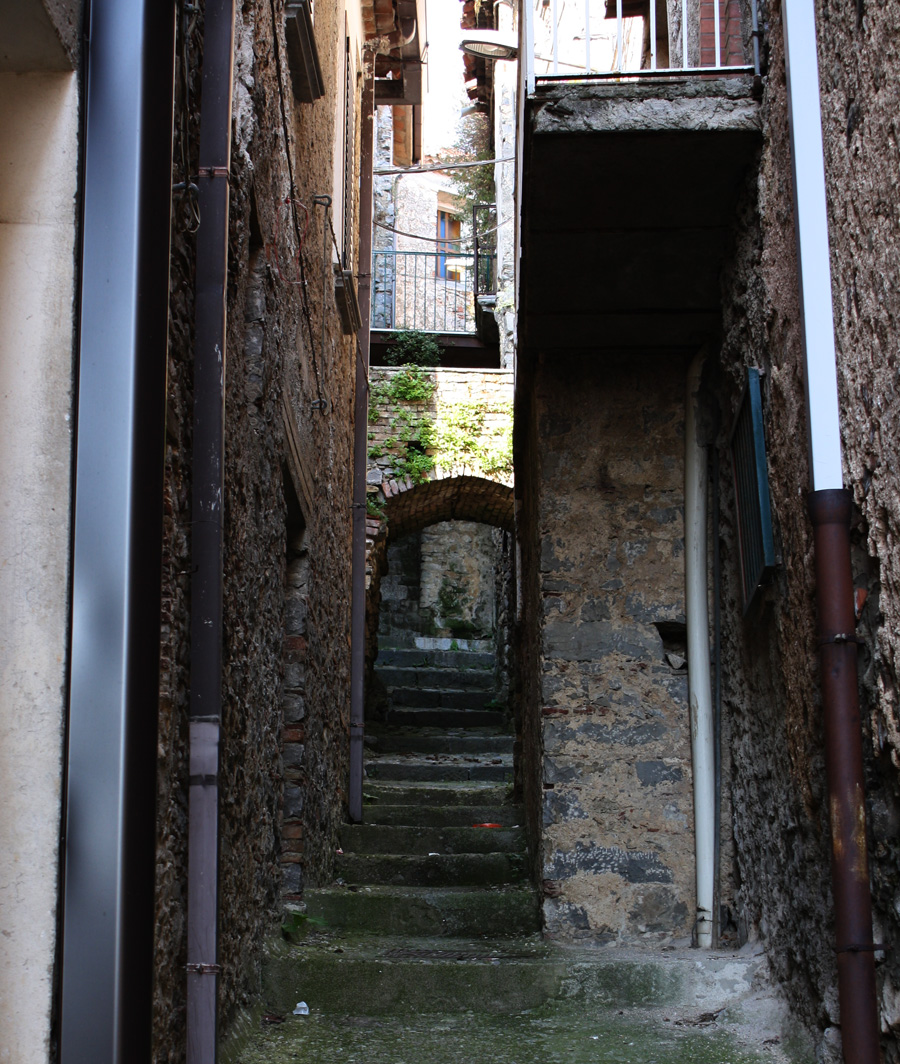
Scorcio
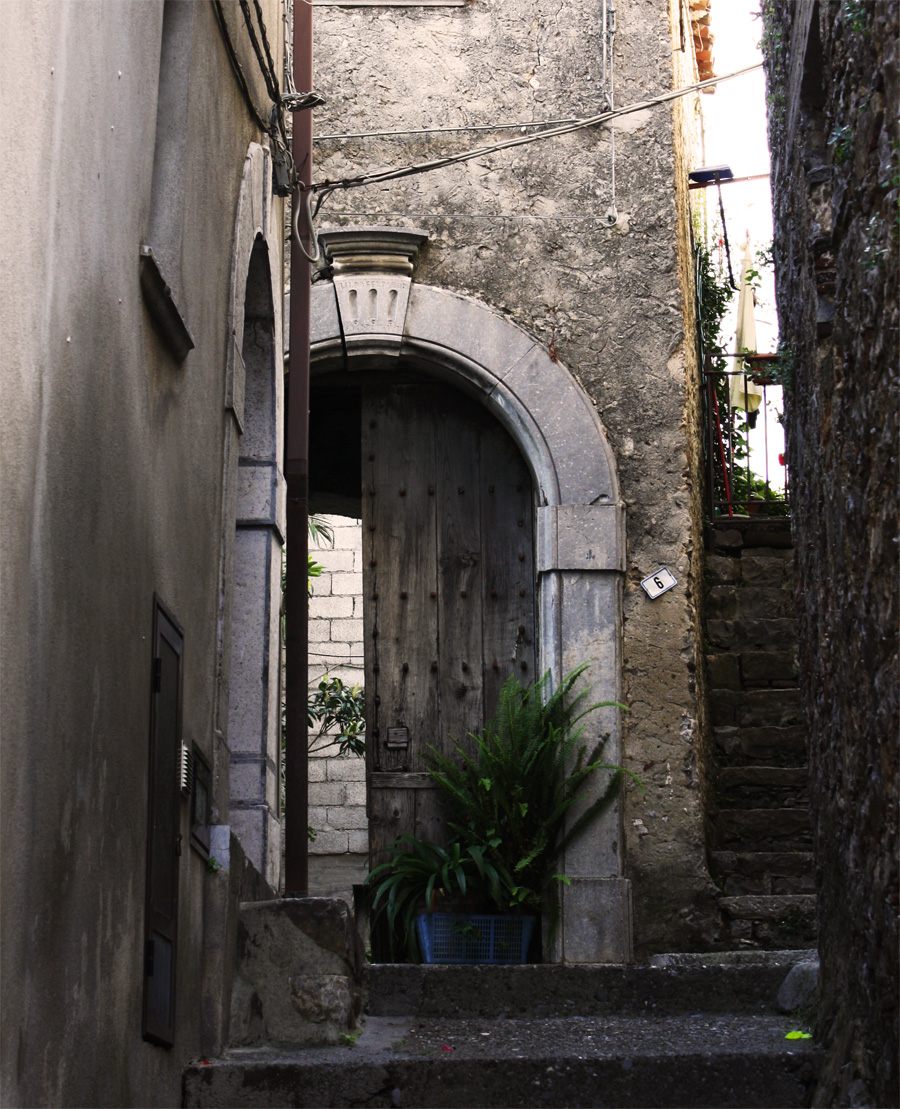
Scorcio
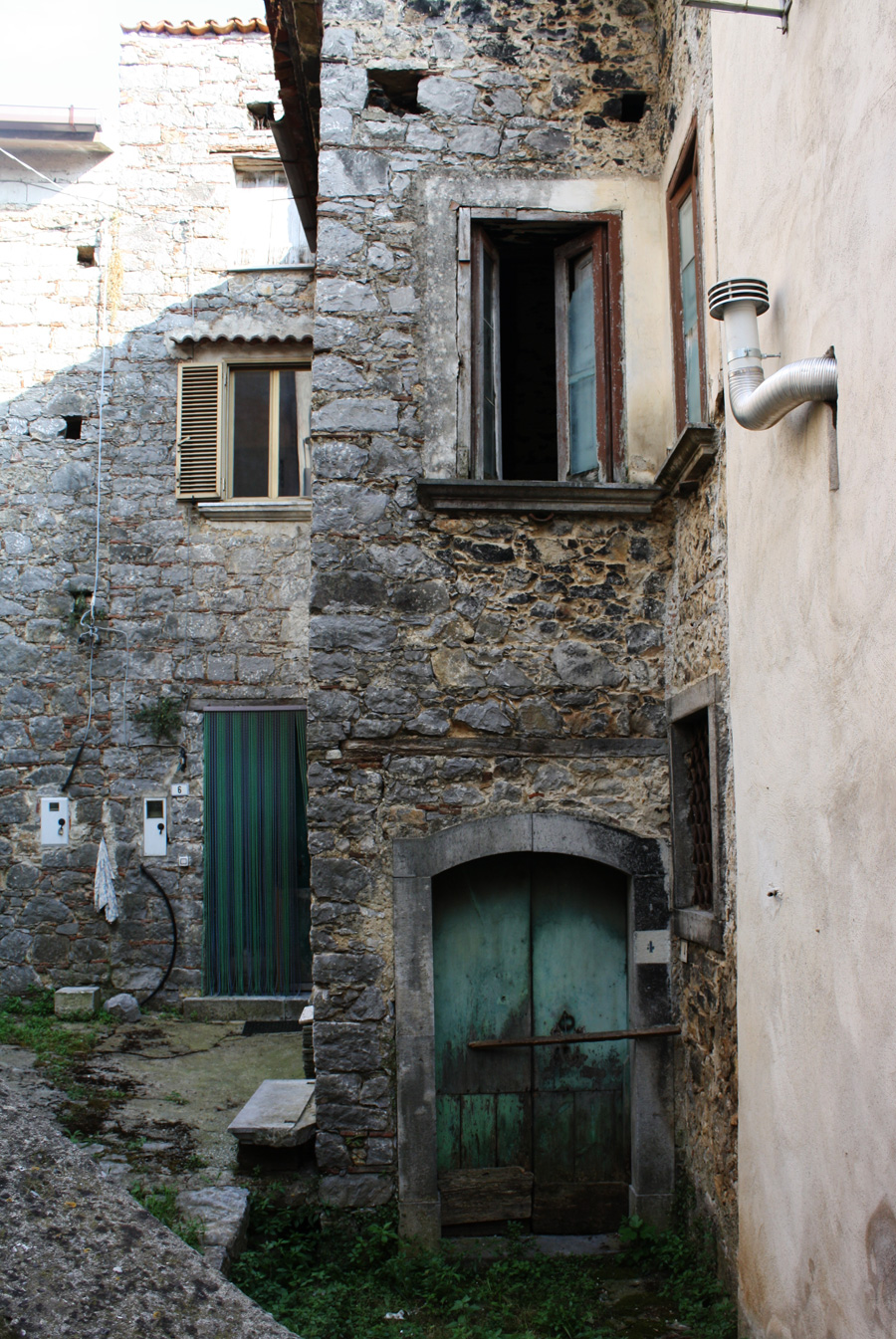
Le stradine
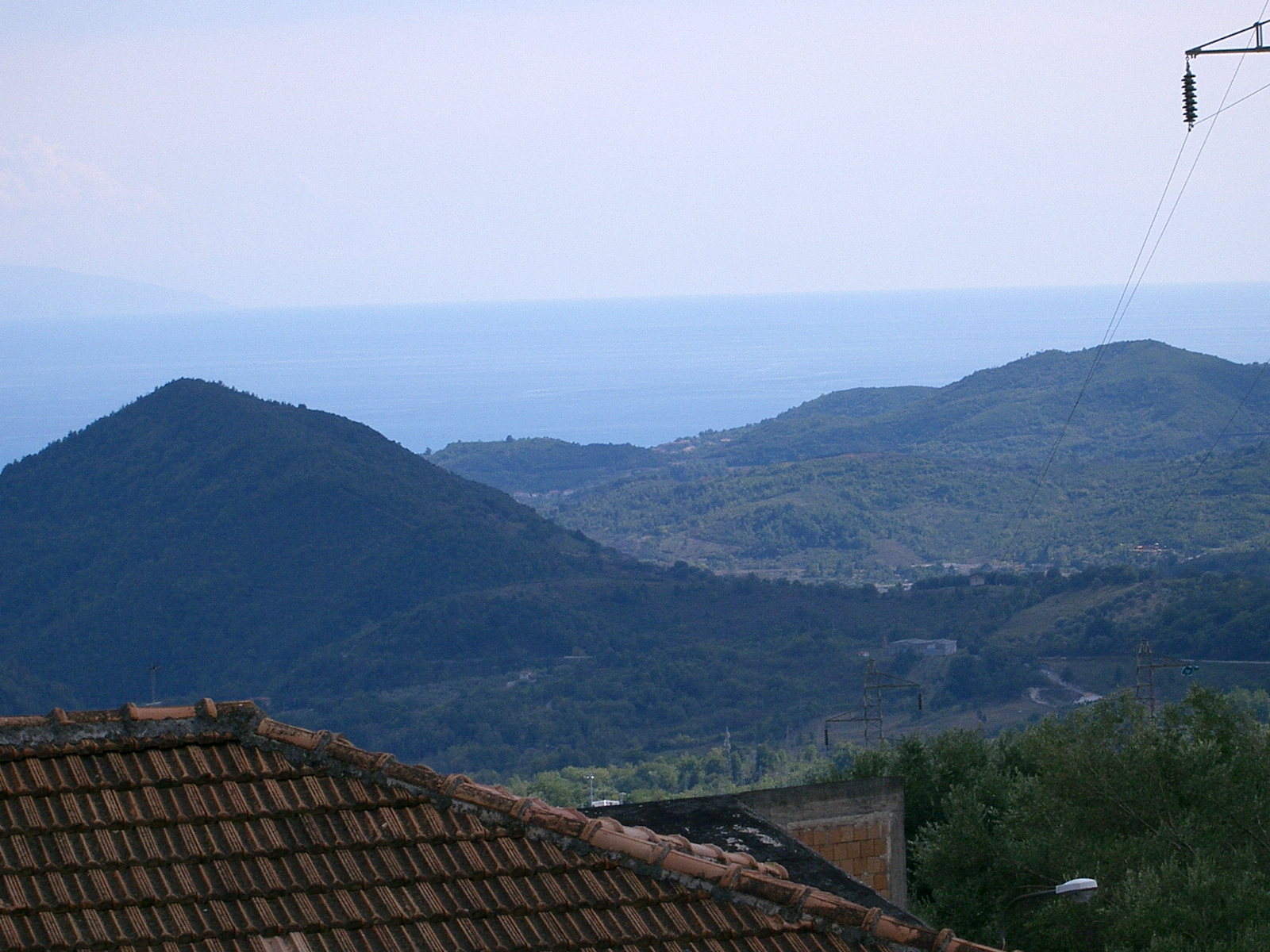
Panorama sul mare
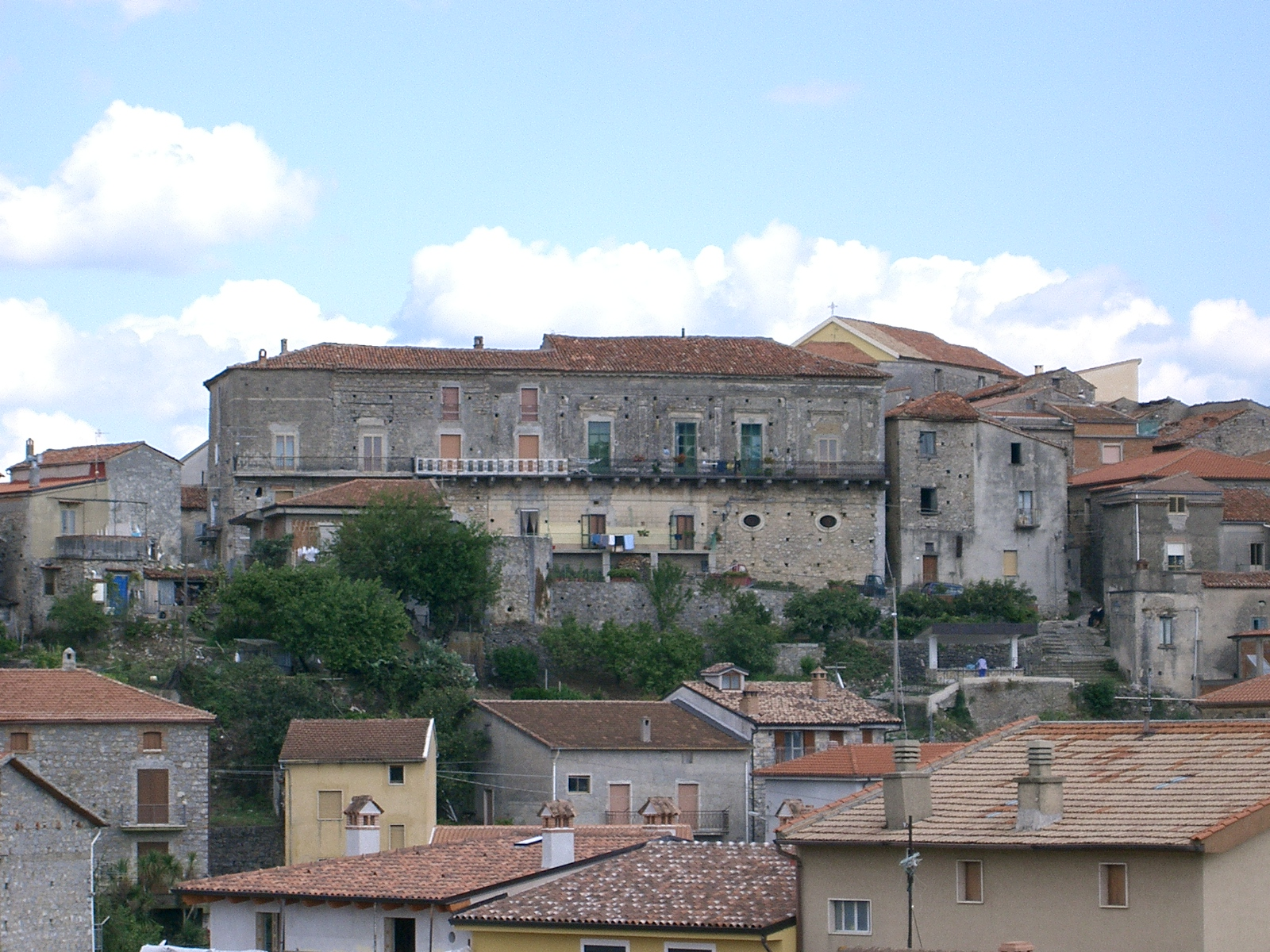
il paese
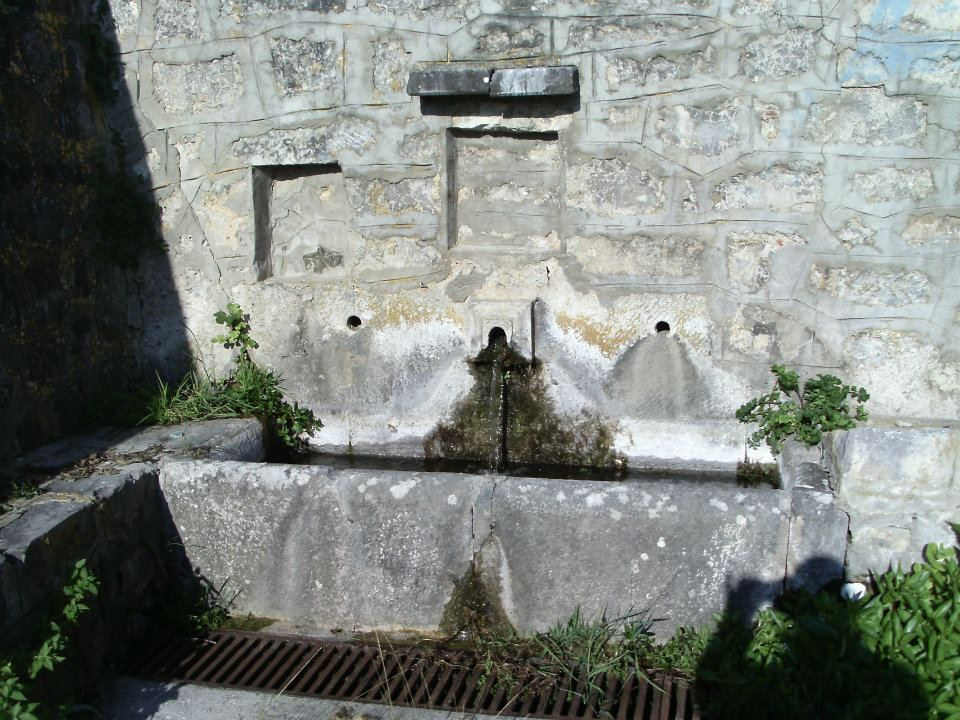
Fontana dell'olmo
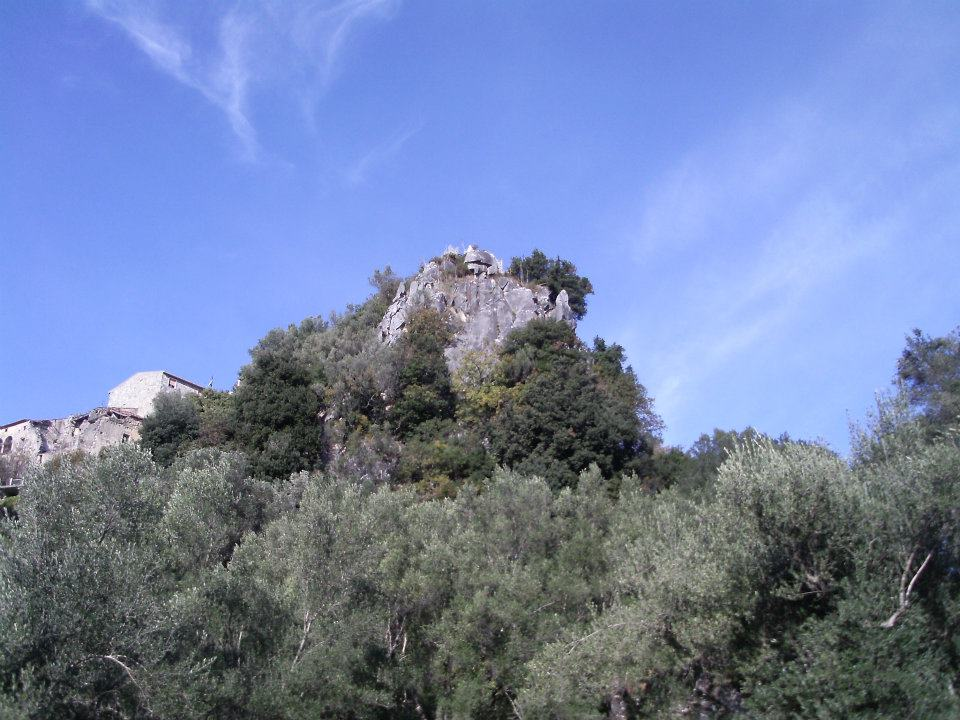
La rocca
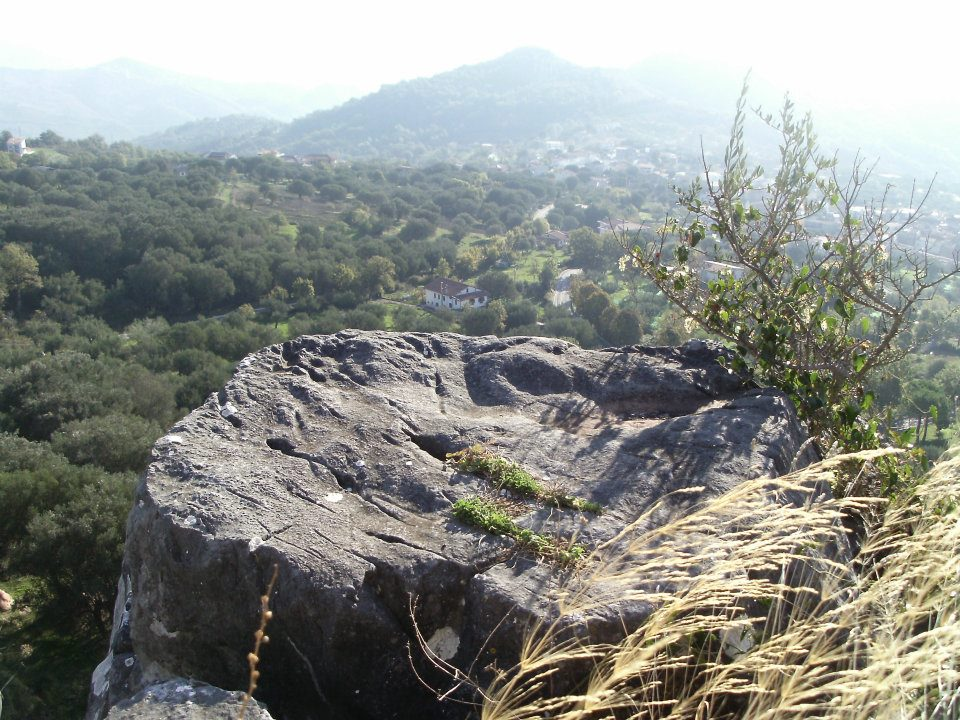
Panorama dalla rupe
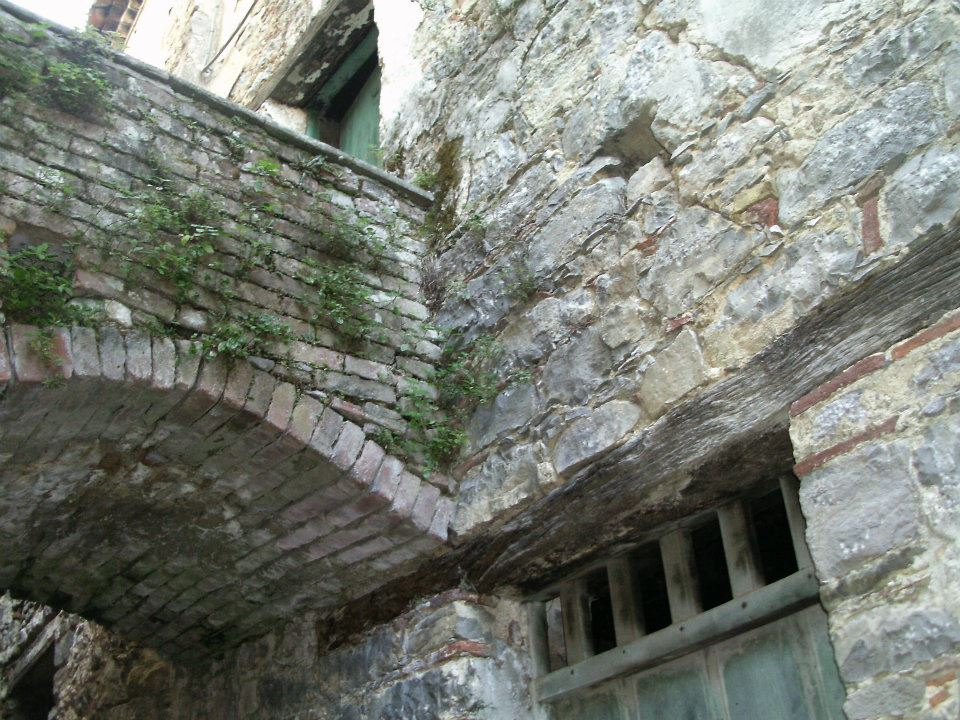
Via Gelso
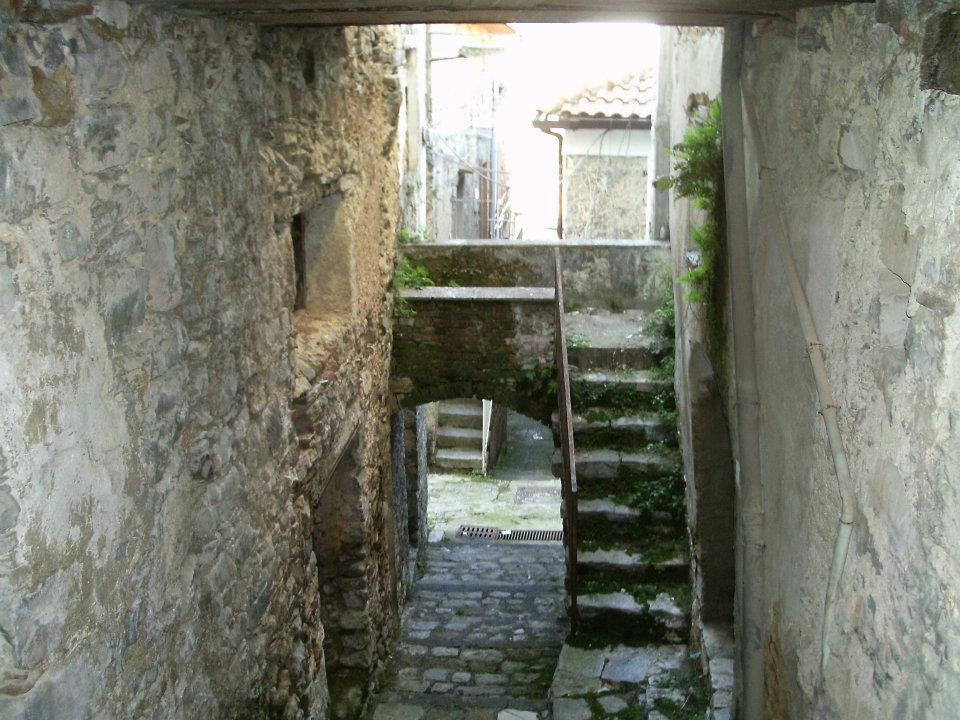
Via Gelso 1
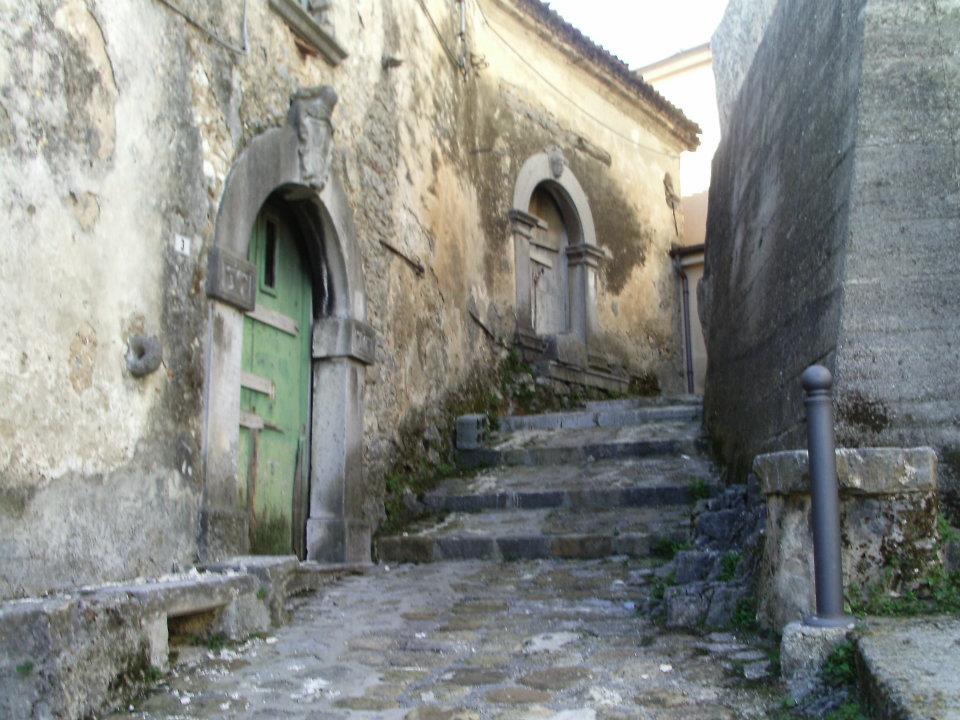
Vicolo
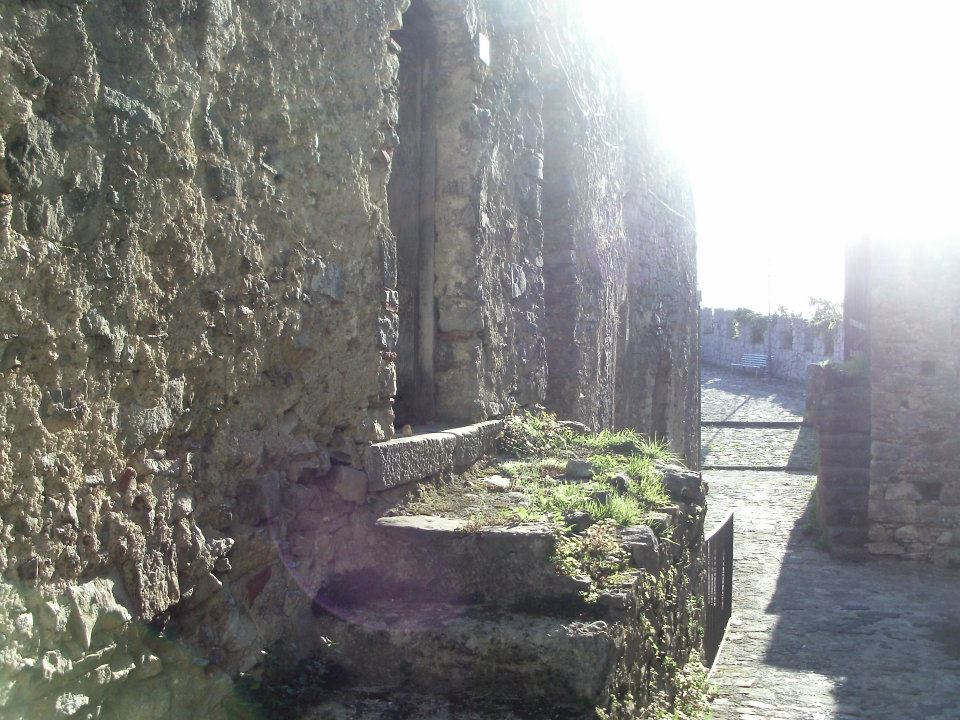
Arrivando alla terrazza